# Ersilia Bronzini
Ersilia Bronzini in Majno (Milano, 22 giugno 1859 – Milano, 17 febbraio 1933) è stata un'attivista italiana, emancipazionista, fondatrice dell'Asilo Mariuccia e dell'Unione femminile nazionale.

## Biografia
Figlia di un piccolo imprenditore, dopo la crisi della ditta familiare dovette come la sorella interrompere gli studi, mentre i fratelli maggiori si erano potuti laureare; proseguì comunque gli studi aiutata dal fratello Arturo. Nel 1883 sposò Luigi Majno, avvocato socialista, e iniziò il suo impegno politico nella lotta per la emancipazione delle donne.

### Attività politica
Inizia la sua attività con l'impegno nella Guardia ostetrica diurna e notturna gratuita per le donne più povere fondata da Alessandrina Ravizza nel 1888, dove incontra Anna Kuliscioff, Edvige Gessner Vonwiller ed altre donne che daranno vita al femminismo milanese vicino al Partito Socialista Italiano. In questo ente si assume l'onere della ricerca di fondi tra le donne agiate della borghesia milanese e lavora per impostare il servizio non solo come un servizio medico, ma anche come un luogo in cui le proletarie possano parlare dei propri problemi di vita e di lavoro con altre donne. Aderisce poi all'Associazione Generale delle Operaie e ne diviene dopo poco presidente.
Tra le più attive promotrici di una legge per la tutela della gravidanza e della maternità delle lavoratrici, riesce a portare l'analisi delle condizioni di lavoro delle donne all'ordine del giorno sia nell'ambito di congressi nazionali sia in ambito giornalistico. La carenza della legislazione la porterà ad impegnarsi nell'attivazione delle Casse di maternità. Nel 1898, con Edvige Vonwiller (Gessner), Ada Negri, Jole Bersellini (Bragiola) ed altre compagne progetta di unire tutte le associazioni, specie quelle operaie, in un'unica organizzazione-ombrello che le rafforzi reciprocamente. Nel 1899 dà vita all'Unione femminile nazionale. Nel 1900, prima donna nella storia dell'Italia, è nominata consigliera di amministrazione dell'Ospedale Maggiore di Milano. Nel 1901 fonda il periodico "Unione femminile".
Pioniera di un modello di assistenza sociale che diverrà paradigmatico e i cui criteri sono ancora considerati validi, progetta ed organizza insieme con Costanza "Nina" Rignano Sullam ed Elisa Boschetti una delle opere più significative dell'Unione femminile, gli "Uffici indicazioni e assistenza". Una volta avviati, gli Uffici saranno gestiti in consorzio con la Società Umanitaria presi a modello di intervento dal Comune di Milano. Focalizza nel contrasto allo sfruttamento e all'abuso sessuale uno degli ambiti prioritari di intervento per “l'elevazione della donna”, obiettivo dichiarato nel manifesto fondativo della Unione femminile nazionale. In seguito alla morte della figlia Maria "Mariuccia", avvenuta nel 1902, è promotrice ed assidua organizzatrice dell'Asilo Mariuccia dalla fondazione fino alla fine della propria vita. L'Asilo Mariuccia, istituito in Ente Morale nel 1908, è creato per il recupero delle bambine e delle ragazze vittime di abusi sessuali ed è in continuità con il Comitato contro la tratta delle bianche. Il Comitato milanese contro la tratta delle bianche è fondato nel 1901 e presieduto da Ersilia con Camillo Borglio. il Comitato ha l'obiettivo di contrastare la prostituzione attraverso opere concrete: analisi del fenomeno, collaborazione con la polizia, miglioramento delle condizioni economiche, culturali e sociali delle donne sfruttate, azioni volte ad intercettare ed interrompere la catena dello sfruttamento sessuale.
Dirige il giornale periodico Unione femminile, pubblicato dal 1901 al 1905 come voce e spazio di elaborazione teorica della omonima organizzazione. L’Unione femminile propone inchieste sulla condizione delle lavoratrici, analisi, recensioni di libri e studi, poesie, notizie sulle attività del femminismo in Italia e all’estero, informazioni di carattere giuridico, insomma tutto ciò che possa contribuire «alla diffusione dell’idea». Scrive per il periodico decine di articoli, in cui si approfondisce i temi del lavoro delle donne, dello sfruttamento del lavoro minorile, dei rapporti con le diverse anime del movimento femminista italiano, e con quello all'estero. Ma si occupa anche di analizzare lo stato dell'arte nelle opere di assistenza sociale, in medicina del lavoro, della maternità come ruolo sociale, di prostituzione. È, il suo, uno sguardo a tutto campo non solo sulle donne come oggetto di dominio e sfruttamento, ma anche e soprattutto come soggetto della propria liberazione.
Porta la conoscenza profonda e capillare delle condizioni di lavoro delle donne a sostegno della Clinica del lavoro ideata da Luigi Devoto.
All'inizio del secolo si batte per la riforma del trattamento della delinquenza minorile e conduce un'instancabile campagna per l'introduzione anche in Italia dei Tribunali dei minori e del "sistema di prova". Nel 1910 elabora per la Commissione reale per lo studio della delinquenza minorile, un ampio studio sui caratteri della delinquenza delle minorenni e sui mezzi per prevenirla.
Partecipa nel 1911 al Congresso de La Voce sulla "questione sessuale", una delle prime iniziative in cui si sollevava il problema di un nuovo modo di affrontare la sessualità. Interviene, con relazioni, in molti congressi nazionali e internazionali sul voto, sulla condizione dell'infanzia e sulla prostituzione. Con lo scoppio della guerra, nonostante la sua posizione contraria all'intervento, si impegna nell'assistenza ai figli dei richiamati. Nel dopoguerra, non condividendo le posizioni antidemocratiche assunte dalla dirigenza dell'Unione, esce dall'associazione. Continua invece il suo lavoro instancabile contro la tratta delle bianche, essendo dirigente nazionale del Comitato e continua a dirigere l'Asilo Mariuccia fino alla morte.

## Riconoscimenti
Nel 2015 il Comune di Milano ha deciso che il suo nome venga iscritto nel Pantheon di Milano, all'interno del Cimitero Monumentale.
Il 17 febbraio 2023, in occasione del novantesimo anniversario della sua morte, in Milano, Viale Luigi Majno, le è stata intitolata la "Passeggiata Ersilia Bronzini Majno".